# Calymmodon acrosoroides
Calymmodon acrosoroides är en stensöteväxtart som beskrevs av Barbara S. Parris. Calymmodon acrosoroides ingår i släktet Calymmodon och familjen Polypodiaceae. Inga underarter finns listade.